# Hnátnice
Obec Hnátnice (německy Friedrichswald) se nachází v okrese Ústí nad Orlicí v Pardubickém kraji. Žije zde 803 obyvatel.
Na jižním okraji obce se nachází železniční zastávka Hnátnice na železniční trati Ústí nad Orlicí – Letohrad.

## Historie
První písemná zmínka o obci pochází z roku 1364. Po celý středověk až do roku 1848 byla Hnátnice příslušenstvím panství Žampach. Od roku 1850 spadala do soudního okresu Ústí nad Orlicí a politického okresu Lanškroun. V letech 1938 - 1942 náležela k politickému okresu Žamberk a v letech 1942 - 1945 k politickému okresu Rychnov nad Kněžnou. Od roku 1945 až do současnosti spadá pod okres Ústí nad Orlicí.

## Název
Název obce odvozen z části železné plátové výstroje rytíře, kryjící holeň (hnátu). Německé označení Friedrichswald zavedli jezuité na počest Fridricha z Oppersdorfu, který jim tuto ves roku 1626 odkázal.

## Pamětihodnosti
- Kostel svatého Petra a Pavla - gotický, založen za Karla IV., věž přestavěna v 19. století; kamenná křtitelnice z r. 1787;
- Křížová cesta kolem kostela
- Socha sv. Jana Nepomuckého
- Socha Krista zmrtvýchvstalého
- barokní sloup se sochou Panny Marie Svatohorské, křídový pískovec, 1749; dvakrát se zřítil a byl přemístěn, je jedním ze dvou solitérních sloupů s nezdobeným polygonálním dříkem v Čechách

## Významné osobnosti
- Matěj Engliš z Hnátnice - učenec a diplomat pražské univerzity, stoupenec Jana Husa a Johna Wycliffa[5]
- Milan Vyhnálek (1925–2013) – podnikatel v oboru sýrařství, který se proslavil v Austrálii, známý také jako mecenáš Hnátnice
- Mons. ThDr. Hugo Doskočil (1875-1961) - římskokatolický kněz, papežský prelát

## Galerie

Hnátnice
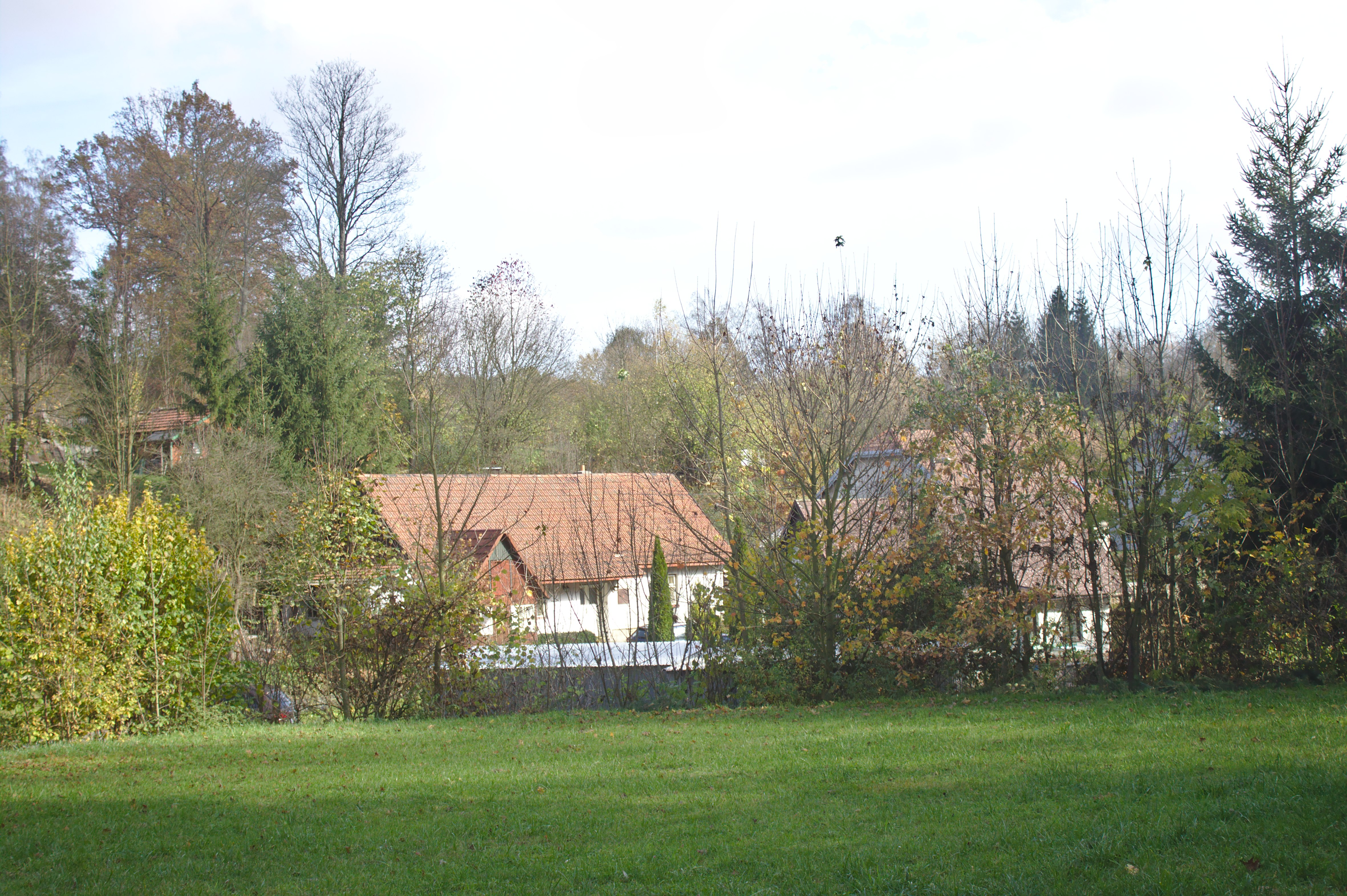
Stavení
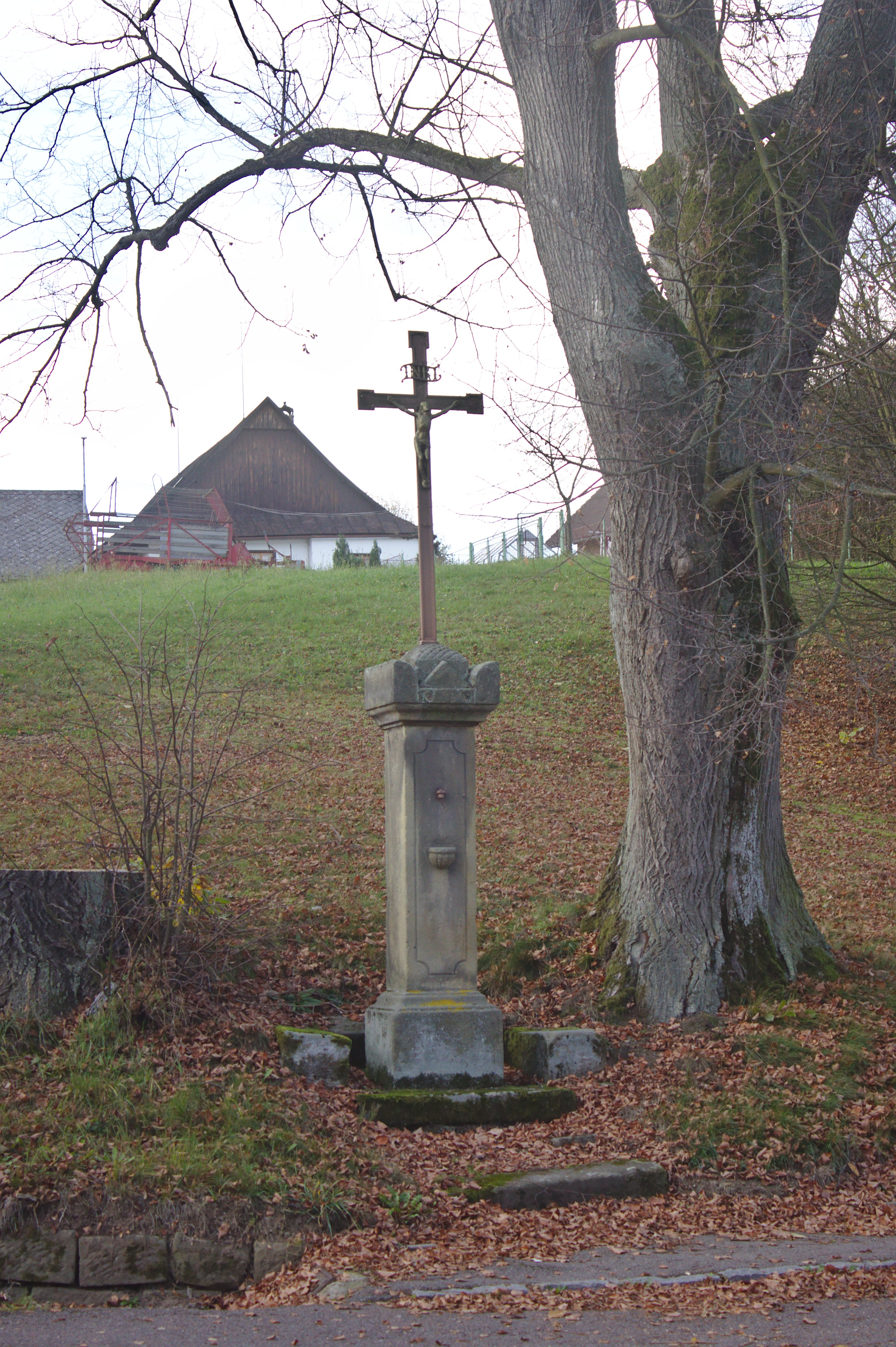
Křížek
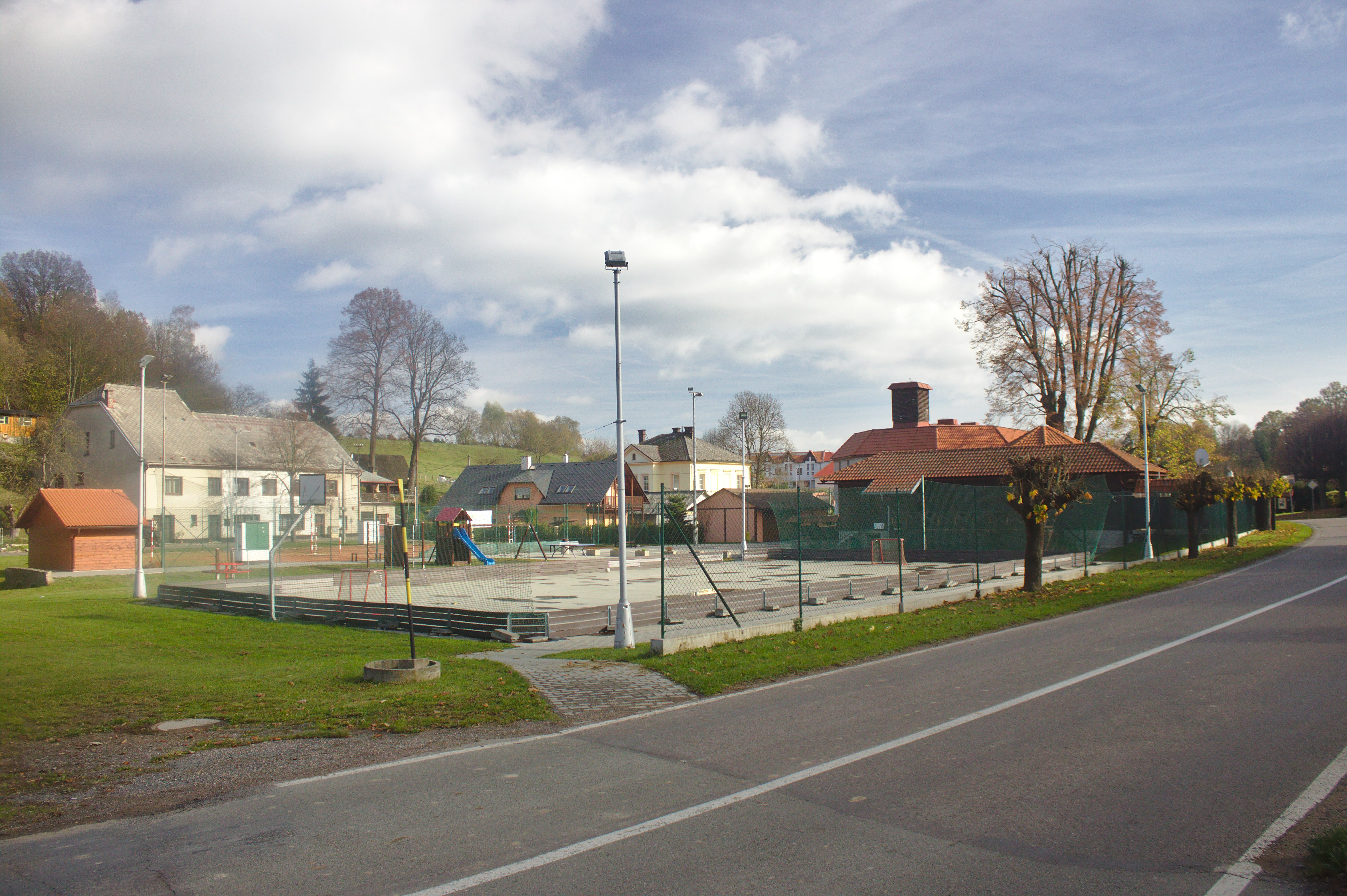
Hřiště
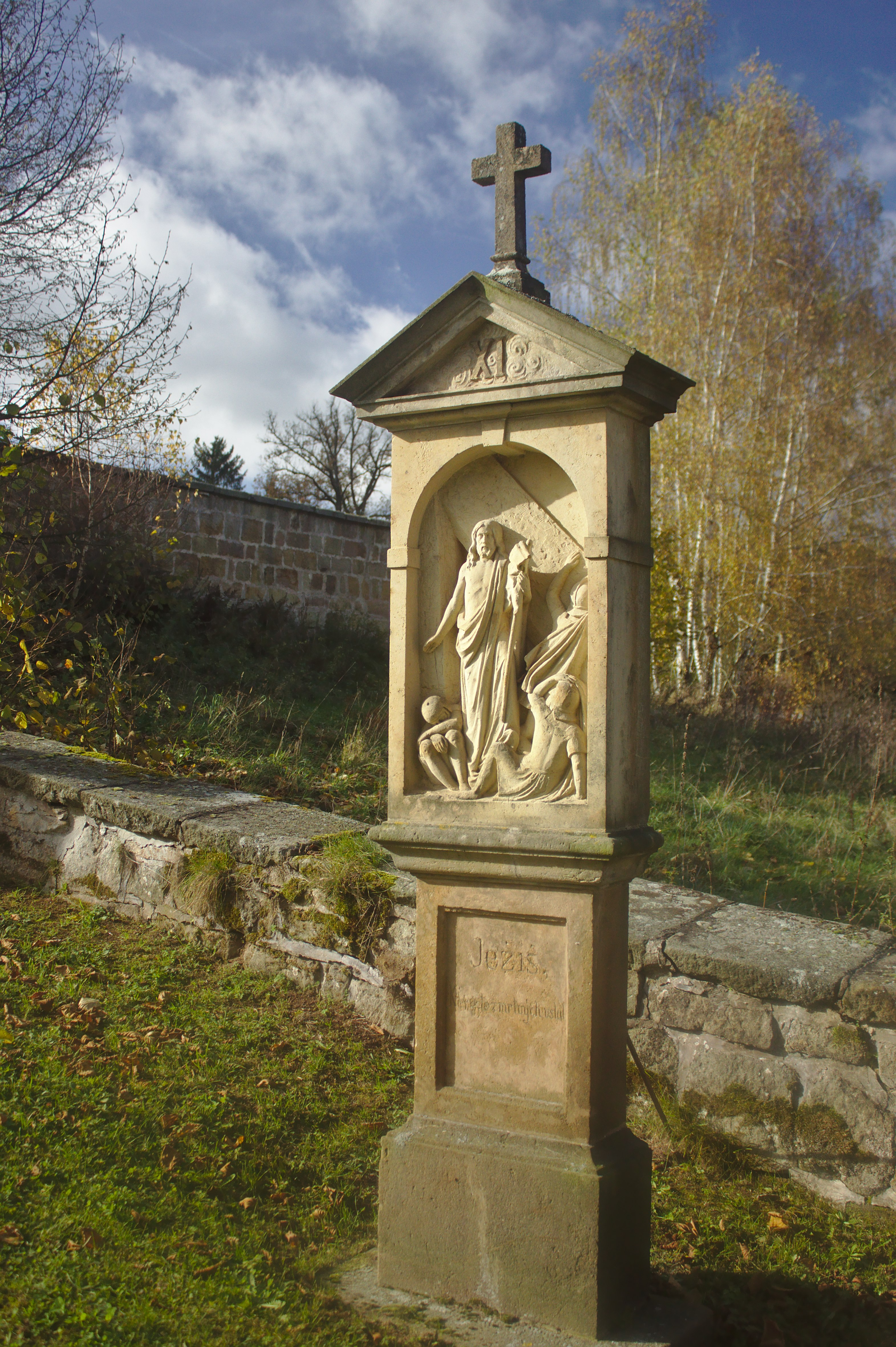
Křížová cesta
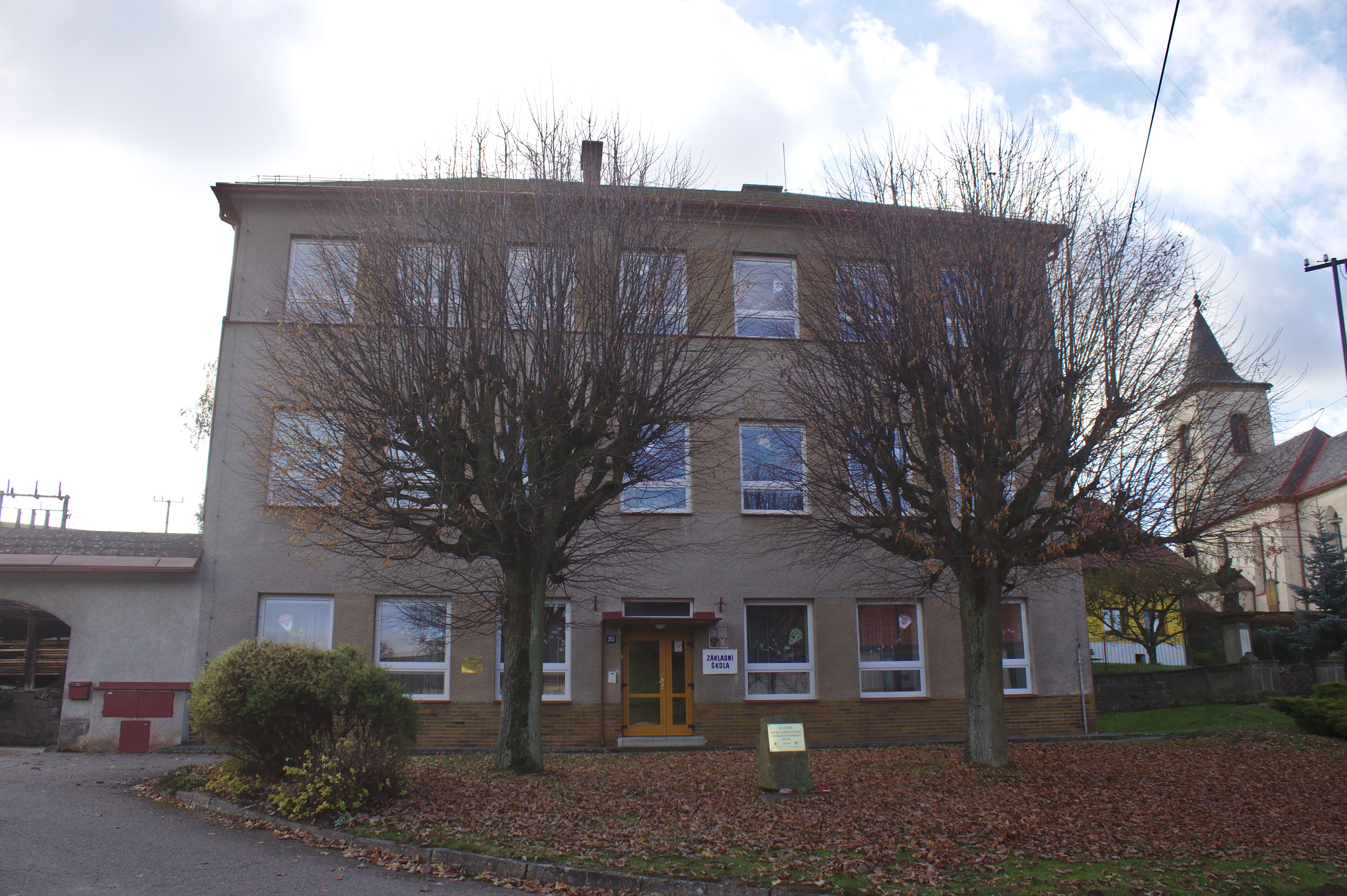
Škola
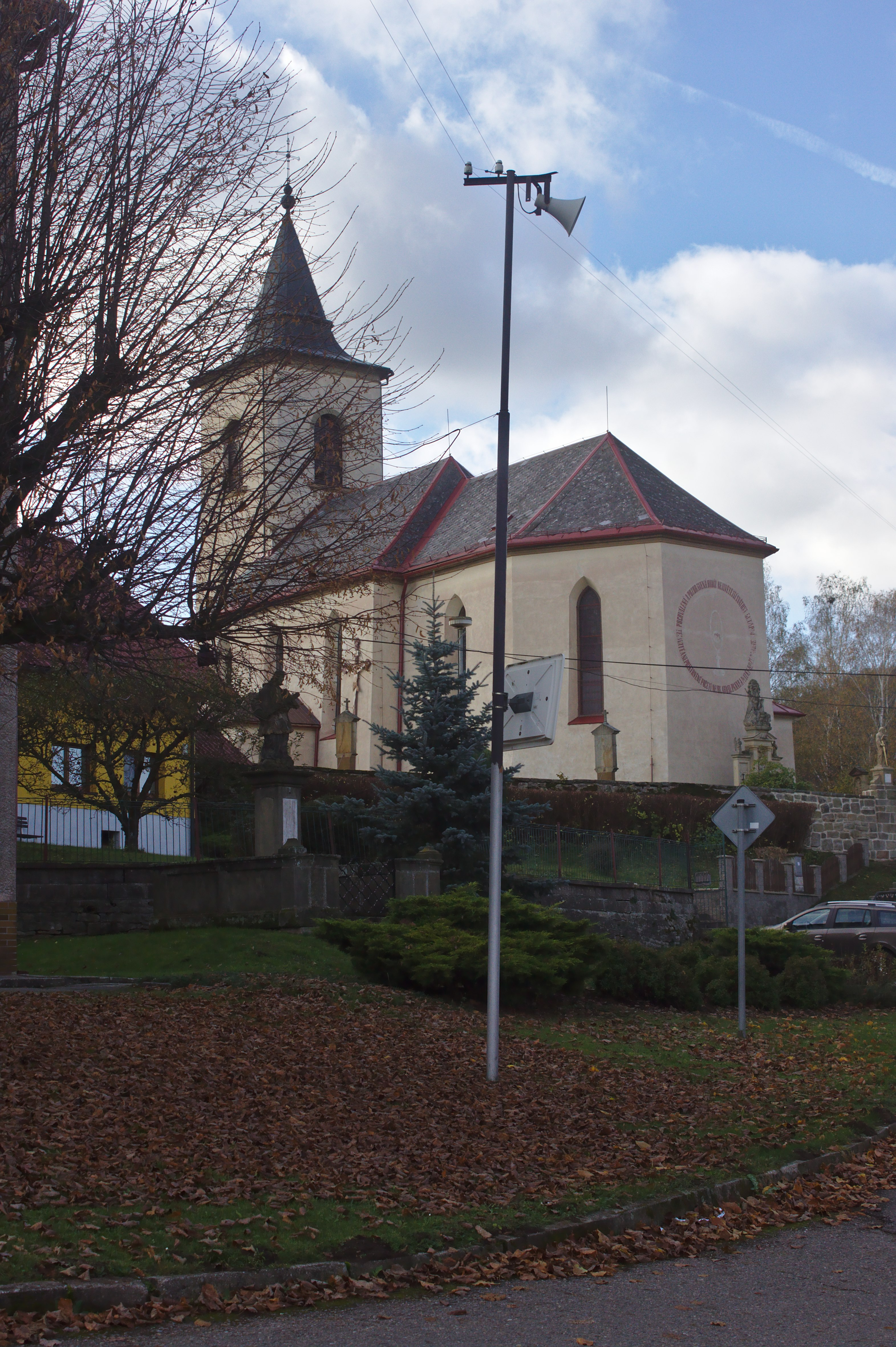
Kostel
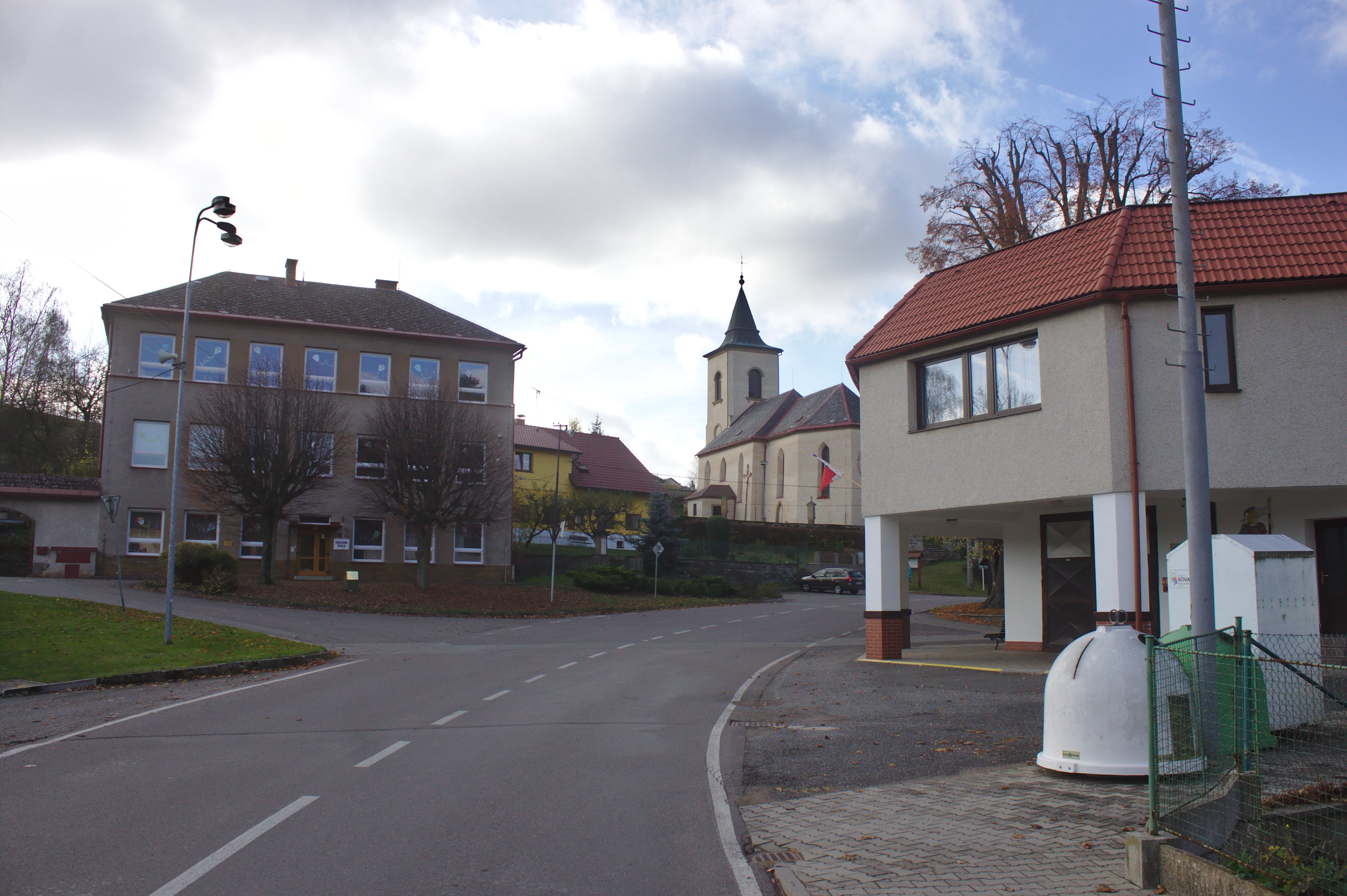
Náves
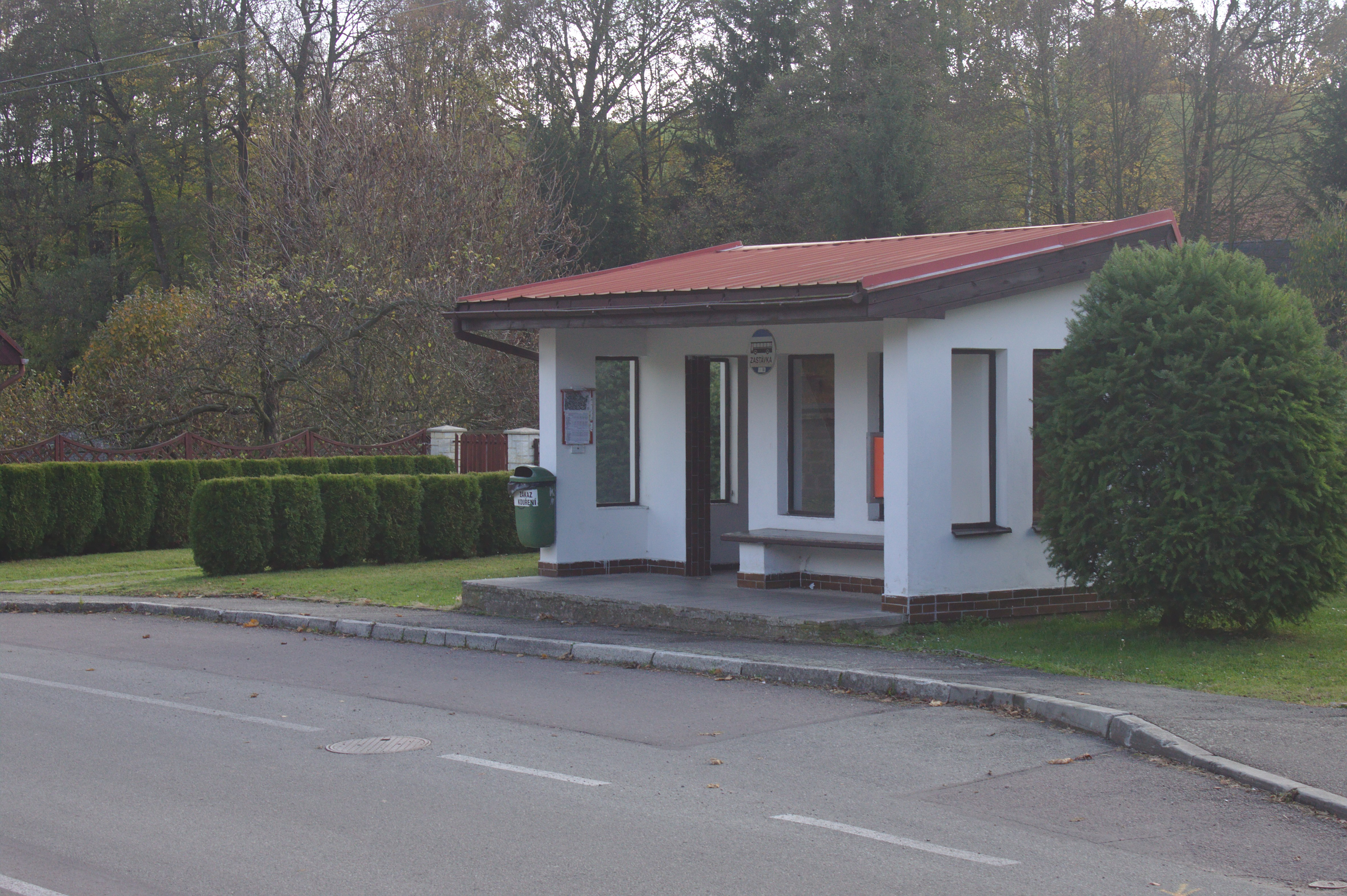
Autobusová zastávka